# برف‌کوری
برف‌کوری (به انگلیسی: Photokeratitis) اختلال دردناک قرنیهٔ چشم به دلیل قرارگرفتن بیش‌ازحد در معرض نور فرابنفشی است که از برف بازتابیده می‌شود. به برف‌کوری، نورزدگی هم گفته‌اند.
در این بیماری، آفتاب‌سوختگی قرنیه باعث می‌شود تاول‌های کوچکی بر روی سطح قرنیه تشکیل شود. علامت این بیماری دردناک‌بودن چشم و نیز ازدست‌دادن قدرت بینایی به‌طور موقت است. به‌طورکلی علائم برف‌کوری عبارتند از: درد– تورم– تاول– التهاب چشم– ریزش اشک– ترس از نور. کسانی که سابقۀ پیوند قرنیه دارند، در صعود دچار نورزدگی شدیدتری می‌شوند.
اثر پرتوهای خورشید روی قرنیۀ چشم باعث واردشدن صدمه به سلول‌های سطحی قرنیه می‌شود. همچنین پرتوی فرابنفش باعث سردرد و بروز میگرن و تشدید درد آن بعد از ۴ تا ۱۰ ساعت می‌شود. عارضۀ برف‌کوری می‌تواند منجربه کوری موقت شود. البته با استراحت‌دادن به چشم این حالت بعد از ۲۴ ساعت برطرف می‌شود. پوشاندن چشم و پانسمان آن و استراحت‌دادن به چشم، حداقل به مدت ۶ تا ۸ ساعت به این روند کمک می‌کند.
استفاده از عینک آفتابی می‌تواند به جلوگیری از برف‌کوری کمک کند و عدم استفاده از عینک دودی مناسب در کوه ممکن است باعث برف‌کوری شود. بهتر است عینک از کناره‌ها نیز دارای پوشش مناسب برای جلوگیری از نفوذ بیشتر اشعۀ فرابنفش به چشم‌ها باشد (اصطلاحاً عینک دوربسته باشد.).